# Macropogons
Els macropogons (en llatí: macropogones, en grec antic: μακροπώγωνες) que vol dir 'barbes llargues', era, en l'època clàssica, un dels pobles del sud-oest del Caucas, no gaire lluny de la regió de Trebisonda. El seu nom grec probablement era un exònim i diferent del nom que es donaven a ells mateixos.